# Michałówka (Lubartów)
Pour les articles homonymes, voir Michałówka.
Michałówka (prononciation : [mixaˈwufka]) est un village polonais de la gmina d'Abramów dans le powiat de Lubartów de la voïvodie de Lublin dans l'est de la Pologne.
Il se situe à environ 4 kilomètres à l'est de Abramów (siège de la gmina), 16 kilomètres à l'ouest de Lubartów (siège du powiat) et 27 kilomètres au nord-ouest de Lublin (capitale de la voïvodie).
Le village comptait approximativement une population de 284 habitants en 2010.

## Histoire
De 1975 à 1998, le village est attaché administrativement à l'ancienne Voïvodie de Lublin.

Depuis 1999, il fait partie de la nouvelle voïvodie de Lublin.